# قرار مجلس الأمن التابع للأمم المتحدة رقم 328
قرار مجلس الأمن التابع للأمم المتحدة رقم 328، المعتمد في 10 مارس 1973، بعد تلقي تقرير من البعثة الخاصة المنشأة بموجب القرار 326 وإعادة التأكيد على البيانات السابقة، شجع المجلس المملكة المتحدة، بصفتها الدولة القائمة بالإدارة، على عقد مؤتمر دستوري وطني حيث يمكن لـ «الممثلين الحقيقيين لشعب زيمبابوي» التوصل إلى تسوية تتعلق بمستقبل البلد.
كما دعا المجلس الحكومة إلى اتخاذ جميع التدابير الفعالة لتهيئة الظروف اللازمة لتمكين شعب روديسيا من ممارسة حقه في تقرير المصير، والإفراج غير المشروط عن جميع السجناء السياسيين / المعتقلين / المقيدين، وإلغاء جميع القمع والتشريعات التمييزية وإعادة جميع القيود المفروضة على النشاط السياسي.
تمت الموافقة على القرار بأغلبية 13 صوتاً. المملكة المتحدة والولايات المتحدة الأمريكية امتنعتا عن التصويت.